# Arne Duncan
Arne Duncan (* 6. listopad 1964, Chicago) byl v letech 2009 až 2016 ministrem školství Spojených států amerických.
Vzdělání získal na Harvard University a před svým nástupem na ministerstvo školství byl výkonným ředitelem Chicago Public Schools. Spolu se svojí manželkou Karen, která je Australanka, mají dvě děti a žijí ve čtvrti Hyde Park ve Chicagu.